# 阎元锁
阎元锁（？—），男，中华人民共和国政治人物，曾任山西省财政厅厅长，山西省人大常委会副主任，山西省老年体协执行主席。